# Kościół Narodzenia Najświętszej Marii Panny i św. Wacława w Króliku Polskim
Kościół Narodzenia Najświętszej Marii Panny i św. Wacława w Króliku Polskim – drewniany rzymskokatolicki kościół filialny pw. Narodzenia Najświętszej Marii Panny i św. Wacława, wzniesiony 1754, znajdujący się w miejscowości Królik Polski.
Kościół włączono do podkarpackiego Szlaku Architektury Drewnianej.

## Historia
Pierwotny średniowieczny kościół w Króliku Polskim zniszczył najazd tatarski w 1624. Świątynię odbudowano w 1647 z nową kamienną zakrystią. Równocześnie kościół ufortyfikowano budując kamienny mur i usypując obronny wał. Podczas najazdu wojsk Jerzego II Rakoczego w 1657 kościół zniszczony. Obecną świątynię zbudowano w 1754 z fundacji biskupa przemyskiego Wacława Hieronima Sierakowskiego. Pozostawiono murowaną zakrystię i prawdopodobnie wykorzystano część drewnianego budulca ze starej świątyni. Kościół konsekrowano w 1756. W 1944 w czasie działań wojennych zniszczono zwieńczenie wieży. Po zabezpieczeniu w 1945 świątynię odnowiono w 1950. W 1969 wykonano nową dekorację malarską. Gruntowny remont kościoła przeprowadzono w latach 2018–2019.

## Architektura i wyposażenie
Kościół to budowla drewniana, konstrukcji zrębowej, orientowany. Do prostokątnego prezbiterium zamkniętego trójbocznie, przylega od północy kamienna, otynkowana, także prostokątna zakrystia. Nawa szersza na rzucie prostokąta. Niska wieża, konstrukcji słupowo-ramowej, na planie zbliżonym do kwadratu, z kruchtą w przyziemiu, nieco odsunięta od korpusu nawowego i połączona z nim przejściem. Nakryta dachem namiotowym zwieńczonym pseudolatarnią. Nad prezbiterium i nawą oddzielne dachy dwuspadowe. W kalenicy dachu nawy ośmioboczna wieżyczka na sygnaturkę zwieńczona latarnią. Dachy i ściany pokryte gontem.

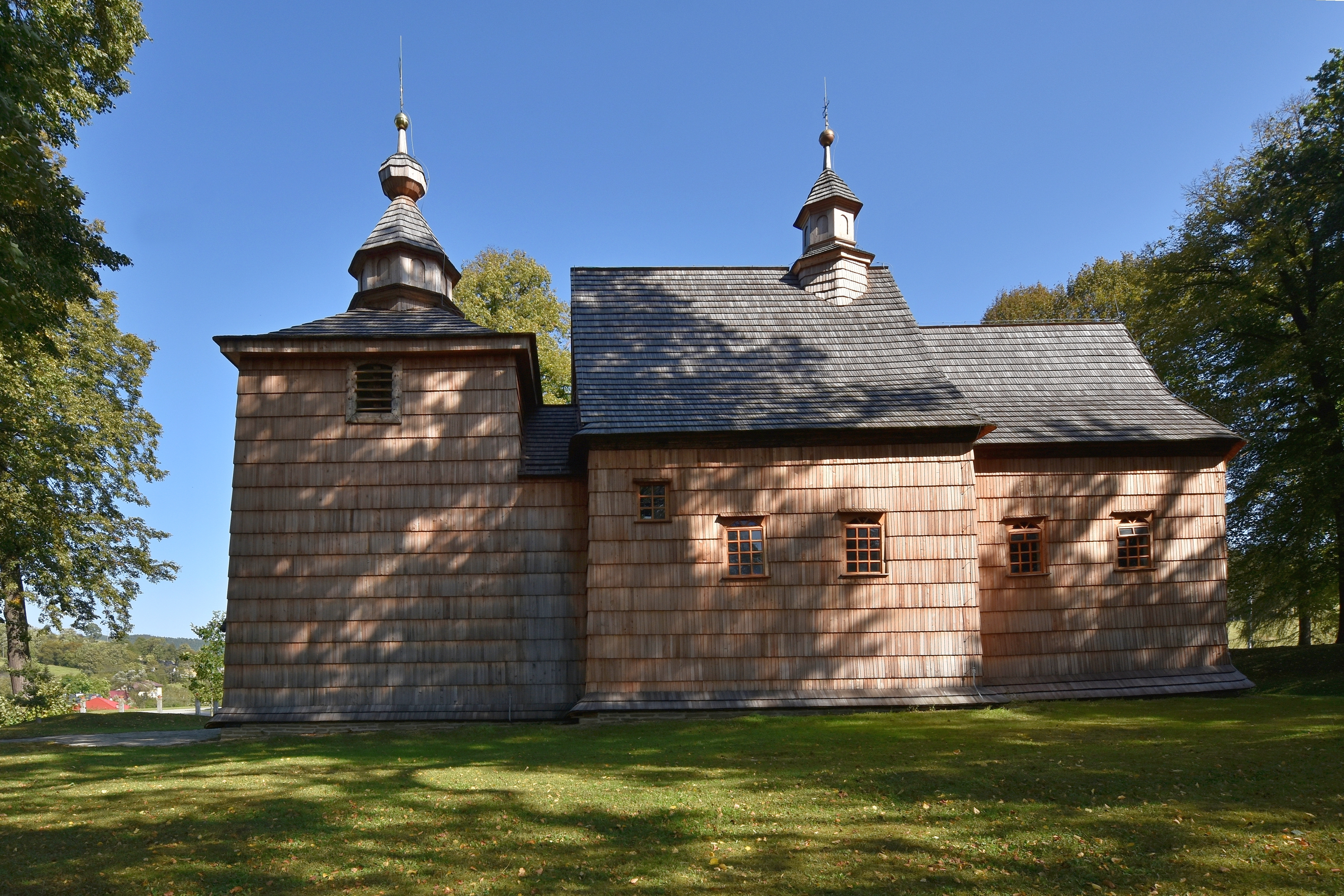
Elewacja południowa
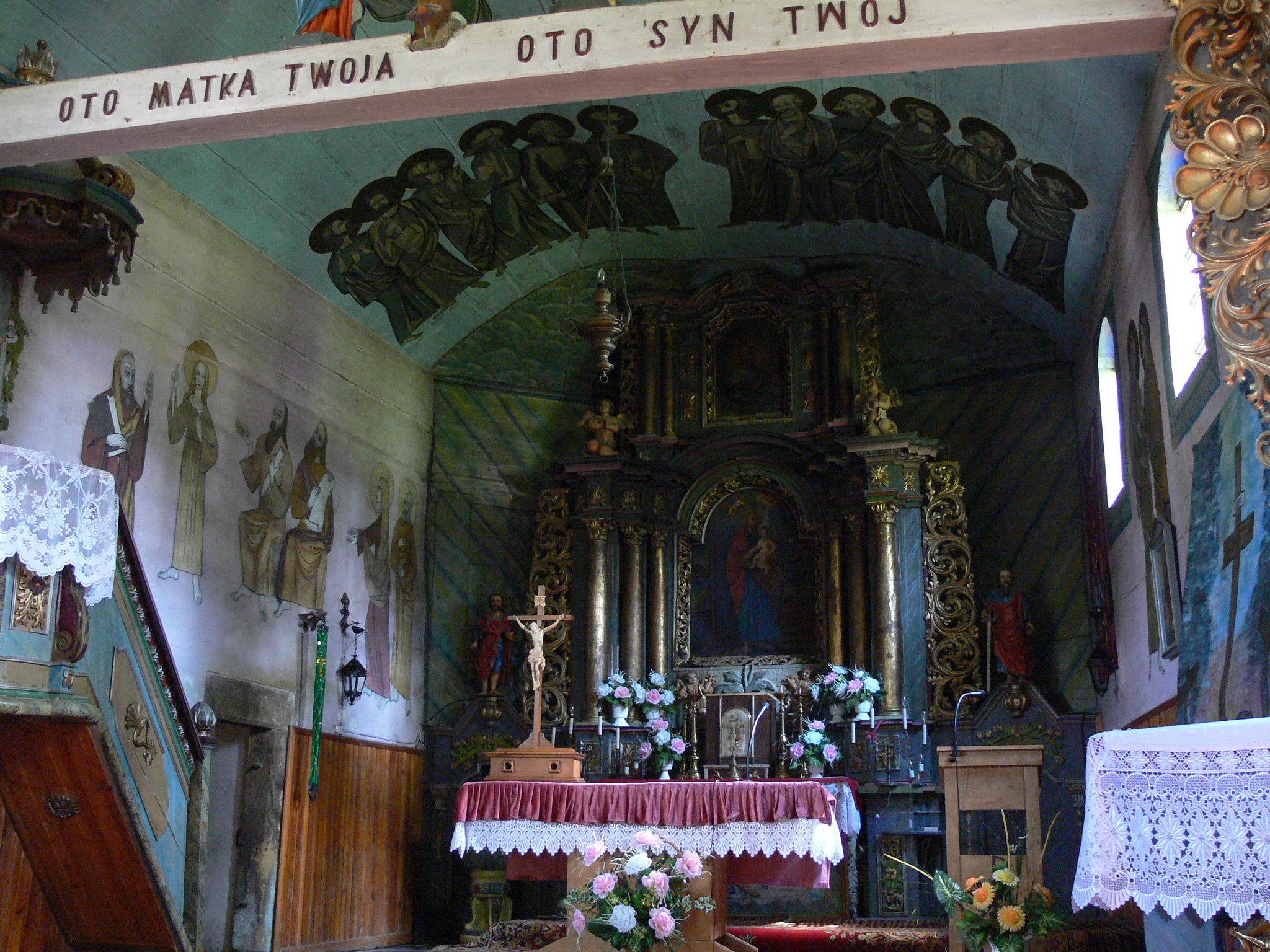
Wnętrze
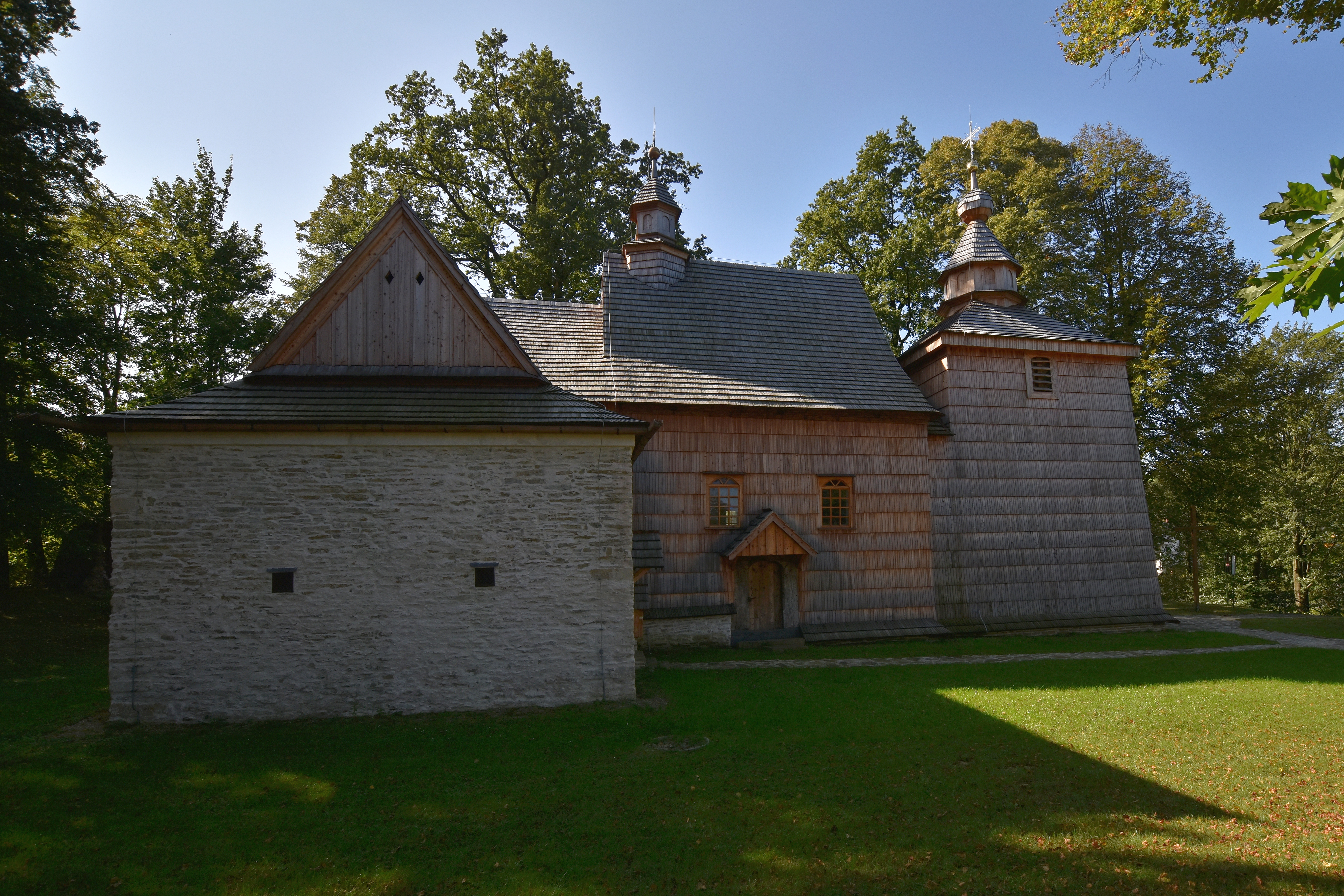
Elewacja północna

Wewnątrz stropy z fasetą. W zakrystii zachował się kamienny portal z 1647, z żelaznymi drzwiami. Na belce tęczowej grupa Pasji z XIX w. Na wyposażeniu świątyni znajduje się:
- ołtarz główny, późnobarokowy z II połowy XVIII w., z obrazem Matki Boskiej z Dzieciątkiem, malowanym na desce z 1636
- dwa ołtarze boczne z XVIII w. przeniesione z cerkwi w Kamionce
- chrzcielnica kamienna z około 1720
- prospekt organowy z 1756, zakupiony przez fundatora kościoła
- ambona z 1759

## Otoczenie
Wokół placu kościelnego zachowały się pozostałości muru kamiennego i wałów obronnych z XVII w. Na wschód od kościoła znajduje się nagrobek i grota Matki Boskiej z Lourdes z XIX w. Od strony północnej usytuowany jest nowy murowany kościół parafialny zbudowany w latach 1999–2005.